# Balog Artúr
Balog Artúr, születési és 1908-ig használt nevén Eisler Artúr (Nagybánya, 1887. május 25. – 1940.) orvos.

## Életpályája
Eisler Mór és Fried Magdolna fiaként született. A Kolozsvári Református Kollégium diákja volt (1894–1904). Tanulmányait a Kolozsvári Magyar Királyi Ferenc József Tudományegyetem Orvostudományi Karán folytatta, ahol 1909-ben orvosdoktorrá avatták. Pályáját az ottani Élettani Intézetben kezdte tanársegédként. 1910 decemberében a Sebészeti Tanszék mellé nevezték ki díjas műtőnövendéknek. Az 1912. januárban Kolozsvárt megtartott tisztiorvosi vizsgák alkalmával tisztiorvosi végzettséget szerzett. 1913-ban a Kisvárdai Vármegyei Közkórház Sebészi Osztályán főorvosi állást kapott. Később az Irgalmasrend nagyváradi kórházának főorvosa volt.
Felesége Lővinger Blanka volt, Lővinger Márk és Singer Ida lánya, akit 1923. október 14-én Nagyváradon vett nőül.
1940. április 2-án kísérték utolsó útjára Nagyváradon.

## Művei
- A mellékvese kiirtásáról és kivonatainak hatásáról békán (Magyar Orvosi Archivum, 1910, 11.)
- Traumás léprepedés miatt gyermeken végzett lépkiirtás esete (Orvosi Hetilap, 1913, 39.)
- Több okból egy időben keletkezett ileusesetekről (Orvosi Hetilap, 1914, 50.)
- A végtagok nyílt törései a harcztéri egészségügyi intézetekben (Orvosi Hetilap, 1917, 10.)
- Többször recidiváló pankreasnecrosis (Orvosi Hetilap, 1931, 33.)

## Díjai, elismerései
- Ferenc József-rend lovagkeresztje a hadiékítménnyel (1916)